# Hank von Helvete
Hank von Helvete, eredeti nevén Hans Erik Dyvik Husby (1972. június 16. – 2021. november 19.) a norvég Turbonegro death-punk zenekar énekese és frontembere. Az együttes a kilencvenes évek elején alakult meg, de 1998-ban föloszlott Hank heroinnal kapcsolatos problémái miatt. Sikeres felépülése óta (2002) a zenekar ismét működik.

## Diszkográfia
Nagylemezek
- Egomania (2018)
- Dead (2020)

Kislemezek
- "Fake It" (2019)

## Érdekességek
- A "Helvete" norvégül poklot jelent.
- Hank több interjújában hangoztatta, hogy rendszeresen gyónó keresztény.